# اومبرتو کالکاگنو
اومبرتو کالکاگنو (انگلیسی: Umberto Calcagno؛ زادهٔ ۶ سپتامبر ۱۹۷۰) بازیکن فوتبال اهل ایتالیا است.
از باشگاه‌هایی که در آن بازی کرده‌است می‌توان به باشگاه فوتبال سمپدوریا، باشگاه فوتبال آولینو، و باشگاه فوتبال بنونتو اشاره کرد.